# Турастамозеро
Турастамозеро — пресноводное озеро на территории Шуньгского сельского поселения Медвежьегорского района Республики Карелии Республики Карелии.

## Общие сведения
Площадь озера — 1,5 км². Располагается на высоте 44 метров над уровнем моря.
Форма озера продолговатая: оно почти на четыре километра вытянуто с северо-запада на юго-восток. Берега изрезанные, каменисто-песчаные, преимущественно возвышенные.
С северной стороны озера вытекает река Угома, впадающая в Ванчозеро, сток из которого происходит в Кефтеньгубу Онежского озера.
С запада в Турастамозеро впадает безымянная протока, вытекающая из Ладмозера.
По центру озера расположен один небольшой остров без названия.
Рыба: щука, плотва, окунь, сиг, ряпушка, налим, ёрш.
Вдоль северо-восточного берега озера проходит лесная дорога.
Населённые пункты вблизи водоёма отсутствуют.
Код объекта в государственном водном реестре — 01040100611102000018657.